# Grallaire rousse
Grallaria rufula
Espèce
Statut de conservation UICN

 LC  : Préoccupation mineure
La Grallaire rousse (Grallaria rufula) est une espèce d'oiseaux de la famille des Grallariidae.

## Description
Il mesure environ 14,5 à 15 cm. Le mâle pèse entre 35 et 46 g et la femelle entre 39 et 46 g.

## Répartition
Cet oiseau peuple les zones élevées de l'est de la Colombie et l'ouest du Venezuela. 

## Habitat
Elle vit majoritairement dans la forêt tropicale humide de montagne. Elle fréquente aussi les bords de cours d'eau et les marécages[réf. nécessaire].